# En liten ängel - Live i Lillehammer
En liten ängel - Live i Lillehammer är ett livealbum från 1997 av det svenska dansbandet Thorleifs. Det var endast tillgängligt för medlemmarna i Thorleifs guldklubb. Albumet är från en spelning i Lillehammer i Norge.

## Låtlista
1. Det gångna året (Thorleifs botaniserar i händelserna under 1997)
2. En liten ängel
3. Oh Josefin, Josefin
4. Flyg bort min fågel
5. Jag dansar med en ängel
6. Gröna blad
7. Raka rör (och ös till bäng)
8. Och du tände stjärnorna
9. Kurragömma
10. Gråt inga tårar
11. Fem röda rosor till dig
12. "Gott nytt år" (En liten ängel)
13. Be My Baby
14. Thorleifs ettor medley